# کاری می
کاری می (مالایی: mi kari) یک سوپ نودل تند ناحیه دریایی جنوب شرق آسیا است که با چاشنی‌های مختلف تزئین شده است. در جوهور و سنگاپور، گاهی به آن کاری لاکسا می‌گویند (مالایی: kari mi; چینی: 咖喱喇沙; پین‌یین: Gālí Lǎshā). گونه‌های متعددی از این غذا، از جمله مهیا نمودن آن با سس گریوی غلیظ تر یا رقیق‌تر، در هر دو کشور مالزی وسنگاپور وجود دارد.

## طرز تهیه
روش معمولی تهیه کاری می به سبک مالزیایی/سنگاپوری شامل نودل زرد نازک یا رشته فرنگی برنج که در گوشتابه ادویه دار غنی شده با شیر نارگیل به همراه فلفل تند یا چاشنی سامبال، غوطه ور شده است. مخلفات محتمل برای کاری می شامل گوشت مرغ، میگوی درشت، سپیداج، صدف راه‌راه، تخم‌مرغ، تکه‌های پفک توفو سرخ شده، پوست توفو سرخ شده، لوبیا سبز، جوانه ماش و نعناع می‌باشد.
گونه‌ها
دو نوع کاری می را می‌توان در ایالت پنانگ در شمال مالزی یافت که با گونه سنگاپوری در جنوب، متفاوت است: گونه کاری مرغ نارنجی روشن، یا گونه گوشتابه نارگیل کم رنگ نازک که با نام کاری می سفید شناخته می‌شود. مرکز این ایالت، شهر جرج تاون به خاطر غذای کاری می آماده شده به سبک خودش، معروف است که یک غذای اصلی مورد توجه در بین ساکنان محلی به حساب می‌آید. یک غرفه قابل توجه در ناحیهٔ ایر ایتام که بیش از ۷۰ سال توسط یک جفت خواهر اداره می‌شد، برای ارائه این نوع غذا مشهور است و مؤسسان آن به نمادهای فرهنگی محلی تبدیل شده‌اند.
برخی گونه‌های این غذا با سس گریوی آماده می‌شوند که از لحاظ قوام، کم آبتر و غلیظ تر است. شهر ایپوه در ایالت پراک، به خاطر نودلهای کمتر نرم شده درون کاری، معروف است، که اغلب روی آن تکه‌هایی از مرغ پخته شده، چار سیو یا گوشت خوک کباب شده قرار داده می‌شود.
کاری می هم چنین به عنوان یک چاشنی برای نودل‌های فوری کارخانه ای، قابل استفاده است. گونه‌های غیرمعمولی که در رسانه‌های اجتماعی مد شده‌اند، کاری می فوری برند مگی آبپز به همراه پودر مایلو است، یا آن را با کاکائو تخته ای کیت کت ارائه می‌دهند.

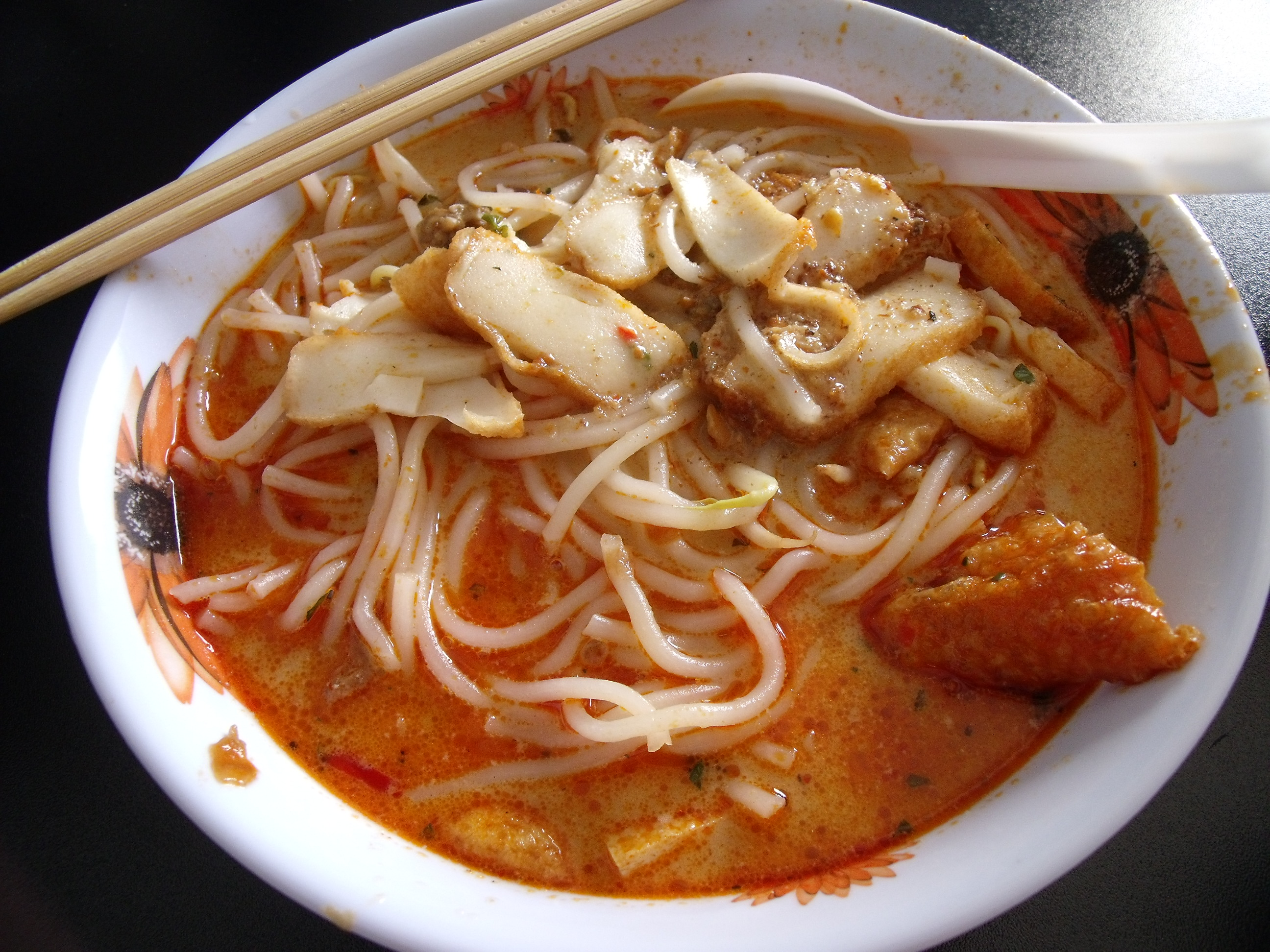
کاری می سبک سنگاپور، که از غرفه ای در بوکیت باتوک خریداری شده است، که همچنین گاهی اوقات به نام کاری لاکسا از آن نام برده می‌شود.
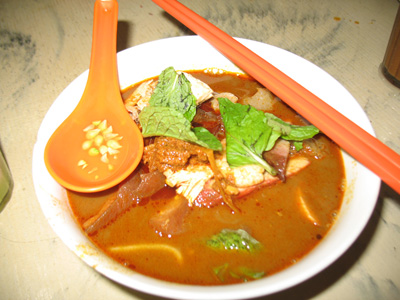
کاری می سبک ایپوه، حاوی قوام سوپی
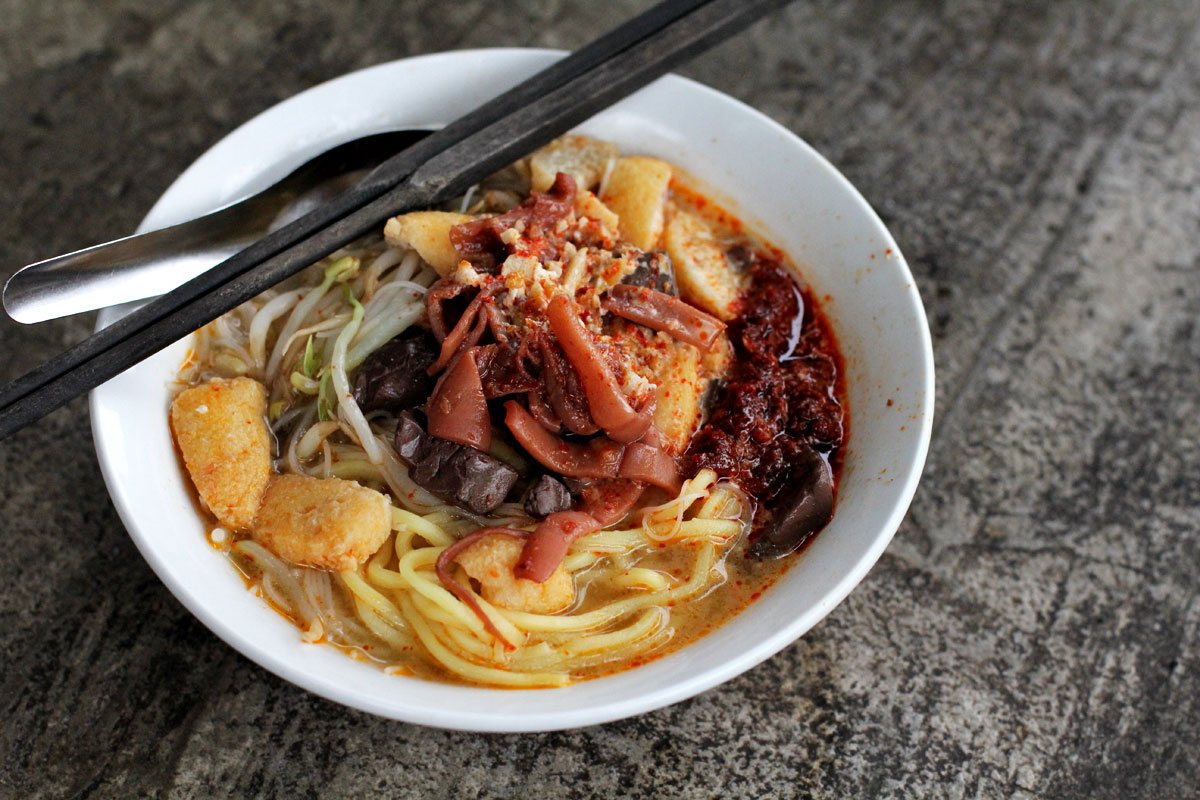
کاری می سفید تهیه شده از غرفه خواهران لیم در ناحیه ایر ایتام.